# Bruttonationalglück

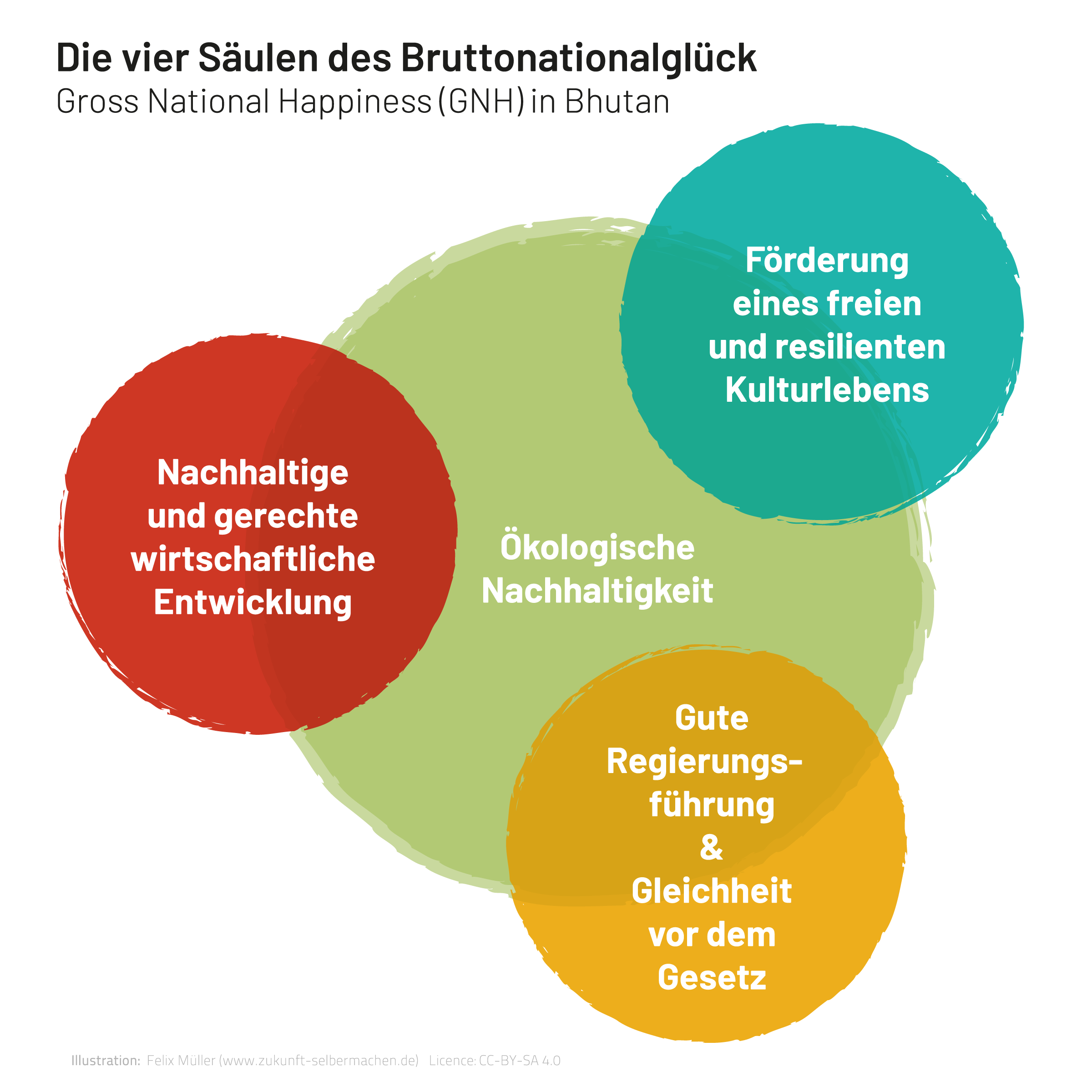
Die vier Säulen des Bruttonationalglück (GNH) in Bhutan

Das Bruttonationalglück (BNG), englisch Gross National Happiness, ist der Versuch, den Lebensstandard in Bhutan in humanistischer und psychologischer Weise zu definieren und dem herkömmlichen, quantitativen Bruttonationaleinkommen, einem ausschließlich durch Geldflüsse bestimmten Maß, einen ganzheitlicheren Bezugsrahmen gegenüberzustellen. Bruttonationalglück ist ein qualitätsorientierter Indikator für das gesamthafte Wohlergehen (inkl. materiellem Wohlstand, aber auch psychischem Wohlbefinden) einer großen Gemeinschaft (Volk, Volksgruppe). International orientieren sich Island, Neuseeland, Schottland und Wales bereits am BNG. In Australien verfolgt die Mental Wealth Initiative dasselbe Ziel. Die Vereinten Nationen befassten sich unter anderem an einem High-Level Meeting 2011 mit dem BNG und begrüßten im Rahmen der UN-Resolution 65/309 «Glück: auf dem Weg zu einem ganzheitlichen Konzept für Entwicklung» „das Angebot Bhutans, während der 66. Tagung der Generalversammlung eine Podiumsdiskussion zum Thema Glück und Wohlbefinden abzuhalten“.

## Geschichte
Bereits im 18. Jahrhundert wurde das Glück der Bevölkerung als Ziel von Entwicklung und Politik in Bhutan definiert. Aus dem Rechtskodex des Landes von 1629, der als Kurzform einer Verfassung des mittelalterlichen Bhutans angesehen wird, stammt das Zitat:

“If the government cannot create happiness for its people, then there is no purpose for government to exist.”

„Wenn die Regierung kein Glück für ihr Volk schaffen kann, dann gibt es keinen Grund für die Existenz der Regierung.“

Diese Zielsetzung fand weitere Erwähnung in der Biographie des 13. Druk Desi Sherab Wangchuk (1697–1765), einem Zivilherrscher Bhutans. Jigme Dorje Wangchuck, dritter König von Bhutan, erklärte in den 1960er Jahren, das Ziel von Entwicklung sei, sowohl Wohlstand als auch Glück für die Bevölkerung zu erreichen.
Die erste Erwähnung des Begriffes Bruttonationalglück und damit auch die Prägung des Begriffes geschah 1979 durch Jigme Singye Wangchuck, den vierten König Bhutans. In einem Interview mit einem indischen Journalisten wurde ihm die Frage gestellt, wie hoch das Bruttoinlandsprodukt des Landes sei. Anstatt darauf zu antworten, erwiderte der König, dass in Bhutan das Bruttonationalglück wichtiger sei als das Bruttoinlandsprodukt. Diese erstmalige Erwähnung des Ausdrucks stellte eine spontane Reaktion des Königs dar und ist daher mehr als Wortspiel anstatt als theoretisches Konzept zu betrachten. Er erfand damit einen anschaulichen Begriff für das Streben nach einer Wirtschaftsentwicklung, die Bhutans Kultur und ihren buddhistischen Werten gerecht wird. Nach der Einführung des Begriffes kam es 20 Jahre lang zu keiner Erwähnung in Regierungsdokumenten, bis 1997 im Fünfjahresplan darauf verwiesen wurde. Als 1998 durch den Premierminister Jigme Thinley die vier Säulen des Bruttonationalglücks definiert wurden, stellte dies die erste Konkretisierung des Ansatzes dar.
Um die weitere Verfolgung der Interessen im Sinne des Bruttonationalglücks zu gewährleisten, hat Bhutan mit der Kommission für das Bruttonationalglück eine Staatskommission eingesetzt.
Die Kommission wurde zum 2. Oktober 2022 aufgelöst, die Aufgabengebiete zum Teil in das Kabinett (Office of Cabinet Affairs) und zum Teil in das Finanzministerium eingegliedert.

## Bedeutung
Während anhand konventioneller Entwicklungsmodelle das Wirtschaftswachstum ein herausragendes Kriterium politischen Handelns ist, wird mit der Idee des Bruttonationalglücks angenommen, dass eine ausgewogene und nachhaltige Entwicklung der Gesellschaft nur im Zusammenspiel von materiellen, kulturellen und spirituellen Schritten geschehen kann, die einander ergänzen und bestärken. Um diese Dimensionen im Bruttonationalglück widerzuspiegeln, wurden vier Säulen entwickelt. Folgende Aspekte bilden hierzu den Rahmen des Bruttonationalglücks:
- Förderung einer sozial gerechten Gesellschafts- und Wirtschaftsentwicklung: Durch eine gerechte Wirtschaftsentwicklung kann das Land unabhängiger vom Ausland werden und sich gesellschaftlich weiterentwickeln.
- Bewahrung und Förderung kultureller Werte: Sowohl die Religion als auch die Kultur besitzen bei den Bhutanern einen hohen Stellenwert.
- Schutz der Umwelt: Diese Säule impliziert eine nachhaltige Entwicklung, die für den Planeten Erde eine immer höhere Bedeutung gewinnt. Folglich sollen heutige Generationen die Umwelt so behandeln, dass auch noch zukünftige Generationen die eigenen Bedürfnisse auf der Erde befriedigen können.
- Gute Regierungs- und Verwaltungsstrukturen: Die Politik bestimmt Bedingungen und setzt Regeln fest, die das Leben der Einwohner Bhutans beeinflussen.[13]

Ziel des Bruttonationalglücks ist es, die Lebensbedingungen der weniger glücklichen Bewohner des Landes zu verbessern. Somit sollen möglichst viele Bhutaner als glücklich gelten. Um dies erreichen zu können, werden alle paar Jahre ausführliche Umfragen in Bhutan durchgeführt. Die Ergebnisse dieser Befragungen werden analysiert, um daraus Maßnahmen zu entwickeln und diese in politische Prozesse einzubinden. Des Weiteren ermöglichen die Umfragen, die Entwicklung des Landes zu beobachten.

## Erhebung in Bhutan

### Hintergrund und Befragung 2008
Das von König Jigme Singye Wangchuck geprägte Konzept des Bruttonationalglücks sollte messbar werden, um die angestrebte volksbezogene Entwicklung als erklärtes Ziel der Regierung zu verwirklichen. Das Zentrum für Bhutanstudien in Thimphu entwickelte im Jahr 2005 Indikatoren, die in einen Fragebogen umgewandelt wurden. Eine Pilotbefragung im Jahr 2006 mit 350 Teilnehmern sollte helfen, Probleme im Fragebogenformat zu erkennen. Struktur, Inhalt, Übersetzung und Relevanz der Fragen wurden überprüft und der Fragebogen dahingehend verbessert.
Die erste offiziell durchgeführte Bruttonationalglück-Befragung fand im Jahr 2008 statt. Der Fragebogen enthielt 750 Fragen, die sowohl subjektiver als auch objektiver und offener Art waren. Aus Budgetgründen konnte die Befragung nur in 12 von 20 Distrikten in Bhutan durchgeführt werden. Die Befragung umfasste 950 Teilnehmer; das Ausfüllen des Fragebogens nahm zwischen fünf und sechs Stunden in Anspruch. Am Ende der Auswertung wurde ein erster Index erstellt, der aber durch die geringe Stichprobengröße nicht als valide gilt.

### Konzept

#### Fragebogen

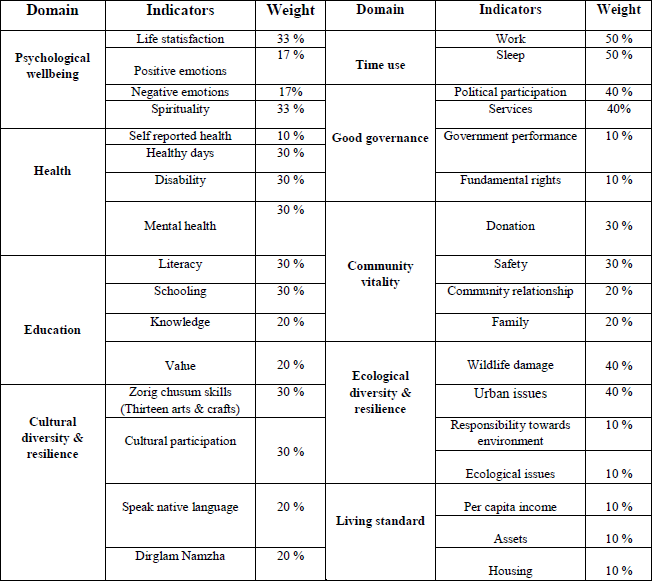
Gewichtung der 33 Indikatoren. http://www.grossnationalhappiness.com/

Aus den oben genannten vier Säulen des Bruttonationalglücks ergeben sich neun Domänen, die den ganzheitlichen Ansatz des BNG repräsentieren sollen. Die neun Domänen sind wiederum in 33 Indikatoren untergliedert, um möglichst viele verschiedene Aspekte des Wohlbefindens abzudecken. Jeder dieser 33 Indikatoren erhält eine eigene Gewichtung in der zugehörigen Domäne. Insgesamt fließt jede der neun Domänen mit dem gleichen Anteil in das Endergebnis ein, somit werden alle Bereiche gleich gewichtet (Abbildung: Gewichtung der 33 Indikatoren). Die aktuellste Version des Fragebogens (Dezember 2014) beginnt mit der Datenerhebung zu Rahmenbedingungen der Befragung wie Ort und Datum. Nach einer Auflistung aller Haushaltsmitglieder mit Verwandtschaftsstatus und Alter werden die demographischen Daten des Befragten erhoben. Die Befragung verläuft teilweise nach dem Zufallsprinzip. Jeder Bürger Bhutans, der das 15. Lebensjahr erreicht hat, kann den Fragebogen ausfüllen. Bei der Umfrage werden durch die zahlreichen Indikatoren sowohl die objektiven als auch die subjektiven Dimensionen des Lebens erfasst. Folglich wird dargestellt, in welche Teilindikatoren sich die neun Domänen gliedern (Abbildung Gewichtung der 33 Indikatoren):
- Die erste abgefragte Domäne ist das „Psychische Wohlbefinden“ mit den Indikatoren Lebenszufriedenheit, positiven und negativen Emotionen sowie Spiritualität. Die Lebenszufriedenheit und die Spiritualität erhalten bei dieser Domäne die höchste Gewichtung mit 33 %.
- „Gesundheit“ mit dem selbstbeschriebenen Gesundheitszustand, gesunden Tagen, Langzeit-Behinderungen und mentaler Gesundheit, bildet die zweite Domäne.
- Die dritte Domäne beschäftigt sich mit der „Zeitnutzung“. Hierbei werden die Aspekte Arbeit und Schlaf untersucht, die beide jeweils mit 50 % in die Gewichtung eingehen.
- Die vierte Domäne „Bildung“ wird mit den Indikatoren Bildung an sich, Ausbildungsqualifikationen, Wissen und Werten erfragt.
- Die „kulturelle Vielfalt und Resilienz“ stellt die fünfte Domäne des Fragebogens dar. Analysiert werden dazu die Sprache, kunsthandwerkliche Fähigkeiten, soziokulturelle Partizipation und Driglam Namzha (der offizielle Kodex für Kleidung und Benehmen).
- Die sechste Domäne beschäftigt sich mit „guter Regierungsführung“ und mit politischer Partizipation, politischer Freiheit, Dienstleistungserbringung und Leistungen der Regierung. In dieser Kategorie besitzen die politische Partizipation und die Dienstleistungserbringung einen Prozentsatz von 40 %.
- Die siebte Domäne ist die „Lebendigkeit der Gemeinschaft“ mit sozialer Unterstützung, Verhältnis zur Gemeinschaft, Familie und Opfer von Kriminalität.
- Die „ökologische Vielfalt und Resilienz“ ist die achte Domäne des Fragebogens. Bei dieser Domäne wird ein Fokus auf die Umweltverschmutzung, Verantwortung für die Umwelt, Flora und Fauna sowie die städtischen Probleme gelegt. Eine hohe Gewichtung von 40 % erhalten in diesem Bereich die Indikatoren Umweltverschmutzung und städtische Probleme.
- Die neunte und letzte Domäne ist die des „Lebensstandards“ mit den Aspekten Kapital, Unterkunft und Pro-Kopf-Einkommen des Haushalts.[19]

#### Auswertung und Index
Die Auswertung der Befragung erfolgt durch Gewichtungen und Schwellen. Die objektiven Indikatoren der Befragung (25) sind höher gewichtet als die subjektiven Indikatoren (8), welche nur 10 % des Gewichts ihrer jeweiligen Domäne ergeben. Beispiele für subjektive Indikatoren sind der selbstbeschriebene Gesundheitszustand oder Leistungen der Regierung. Zusätzlich werden zwei Schwellen angewandt: die Hinlänglichkeitsschwelle, die für jeden Indikator individuell gesetzt wird und besagt, welches Ergebnis hier mindestens benötigt wird, um als glücklich zu gelten, und die Glücksschwelle. Letztere besagt, dass ein Mensch als glücklich beschrieben werden kann, wenn er hinlängliche Ergebnisse in sechs oder mehr Domänen hat. Diese Auswertung liefert einen Index zwischen 0 und 1, der nach der Alkire-Foster-Methode errechnet wird: dazu werden Indikatoren gewählt, dann die Hinlänglichkeitsschwellen, die Gewichtungen für jeden Indikator und die Glücksschwelle angewandt und schlussendlich zwei Gruppen identifiziert: die Gruppe glücklicher Menschen und die Gruppe noch-nicht glücklicher Menschen. Für letztere wird noch berechnet, in wie vielen Domänen es den Menschen noch an Hinlänglichkeit mangelt. Der eigentliche Index ergibt sich dann mit folgender Formel: BNG = 1 – (Hn × An) mit Hn = Prozentsatz noch-nicht glücklicher Menschen und An = Prozentsatz der Domänen, in denen es den noch-nicht glücklichen Menschen an Hinlänglichkeit mangelt. Dieser Index kann auf nationaler wie auch auf Distrikt-Ebene berechnet werden. Durch die Erhebung ist es möglich, die Bedürfnisse der Bürger Bhutans für ihr Wohlbefinden einzuschätzen und dementsprechende Programme oder Projekte zu entwickeln, um mehr Menschen glücklich zu machen und ihr Wohlbefinden zu steigern.

### Befragung 2010
Die zweite offizielle Erhebung des Bruttonationalglücks fand im Jahr 2010 statt. Zwischen April und Dezember waren fünf Teams mit insgesamt 55 Beamten im ganzen Land unterwegs, um 7142 Menschen zu befragen. Eine Befragung dauerte durchschnittlich drei Stunden. Diese Befragung ergab einen Index von 0,743 für Bhutan, mit 40,9 % glücklichen Menschen. Dabei galten 8,3 % der Bevölkerung als zutiefst glücklich (deeply happy), 32,6 % als weitestgehend glücklich (extensively happy), 48,7 % als eingeschränkt glücklich (narrowly happy) und 10,4 % als unglücklich (unhappy). Der Anteil der als allgemein glücklich bezeichneten Menschen betrug somit 40,9 %. Den größten Beitrag zum Index 2010 lieferten die Domänen Gesundheit, Lebendigkeit der Gemeinschaft, ökologische Vielfalt und Resilienz und psychisches Wohlbefinden. Alle neun Domänen trugen jedoch wesentlich zum Index bei. Am wenigsten Suffizienz erreichte die befragte Bevölkerung in den Bereichen Bildung und gute Regierungsführung. Besonders zeigte sich dies an der Bildungsdomäne, in der mehr als 50 % der Bevölkerung mindestens drei der vier Bildungsindikatoren nicht erfüllte. Mehr als die Hälfte der befragten Menschen beschrieben sich selbst als sehr spirituell und gaben an, Karma in ihrem alltäglichen Leben regelmäßig zu berücksichtigen. Aufgrund der erhobenen Daten ließ sich betrachten, wie sich das Bruttonationalglück der Bevölkerung in Abhängigkeit von verschiedenen Faktoren verhielt, von denen nur einige im Folgenden erwähnt werden.

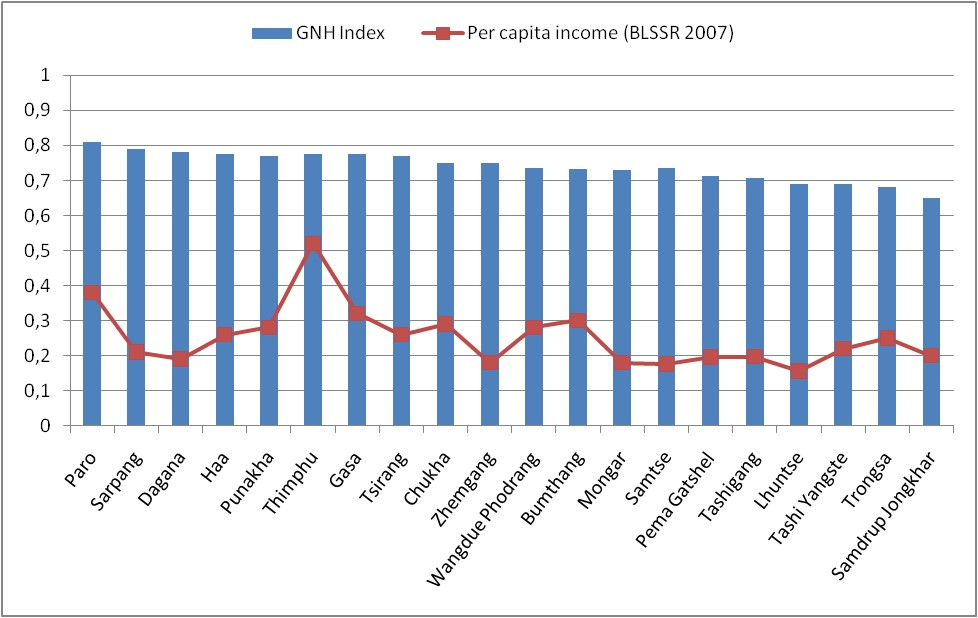
Per Capita Income and GNH-Index 2010

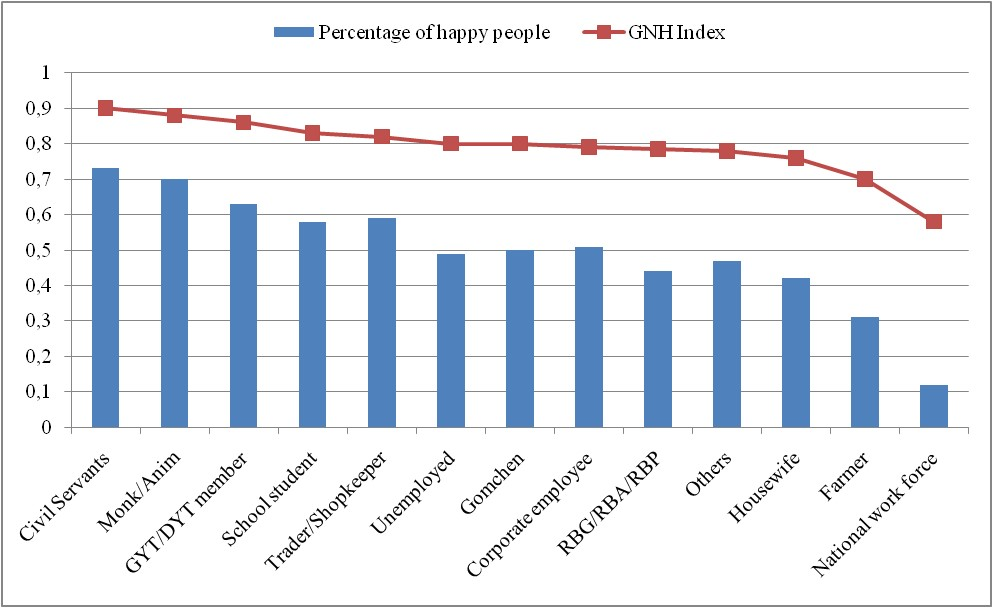
Occupation and GNH-Index 2010

Der Bruttonationalglück-Index in Abhängigkeit vom Pro-Kopf-Einkommen in Distrikten: Die westlichen Distrikte wiesen einen höheren Index auf als die östlichen. Im Diagramm 'Per Capita Income and GNH-Index 2010' ist zu sehen, dass nicht in allen Fällen ein höheres Pro-Kopf-Einkommen eines Distriktes auch mit einem höheren Index einherging. Bewohner, die mit ihrem Einkommen nicht ihre Grundbedürfnisse decken konnten, zeigten sich jedoch als weniger glücklich.
Der Bruttonationalglück-Index in Abhängigkeit von der Region: Bei in der Stadt lebenden Bewohnern lag der Index bei 0,790, bei Menschen auf dem Land hingegen nur bei 0,726. Dies entspricht 50 % glücklichen Menschen in der Stadt und 37 % auf dem Land.
Der Bruttonationalglück-Index in Abhängigkeit vom Geschlecht: Männer wiesen mit einem Index von 0,783 und somit einem Anteil von 49 % glücklichen Menschen mehr Zufriedenheit auf als Frauen, bei denen der Index bei 0,703 lag und von denen nur 33 % als glücklich galten.
Der Bruttonationalglück-Index in Abhängigkeit vom Beruf: Es zeigten sich deutliche Unterschiede des Indexes bei der Betrachtung des Arbeitsgebietes der Bevölkerung. So galten nur 31 % der Landwirte als glücklich, während Staatsbeamte mit 73 % den größten Anteil an glücklichen Menschen aufwiesen (siehe Diagramm 'Occupation and GNH-Index 2010').
Der Bruttonationalglück-Index in Abhängigkeit von der Bildung: Bezüglich des Bildungsniveaus der Bevölkerung ließ sich mit zunehmender Bildung ein stetig ansteigender Index feststellen. Befragte Menschen ohne formelle Bildung verfügten über den niedrigsten Index, Doktoranden hingegen über den höchsten.

### Befragung 2015 und Veränderungen
Die dritte offizielle Erhebung fand zwischen Januar und Mai 2015 statt. Die Befragung von 7153 Menschen ergab einen Index von 0,756, was einer 1,7-prozentigen Verbesserung des Indexes von 2010 entspricht. 8,4 % der Bevölkerung galten als zutiefst glücklich, 35,0 % als weitestgehend glücklich, 47,9 % als eingeschränkt glücklich und 8,8 % als unglücklich. Somit betrug der Anteil der als glücklich eingestuften Menschen 43,4 %. Den größten Beitrag zum Index leisteten die Bereiche Gesundheit, ökologische Vielfalt und Resilienz und Lebendigkeit der Gemeinschaft. Am wenigsten wurde zum Glück der befragten Menschen durch Bildung und gute Regierungsführung beigetragen. Damit blieben die Domänen, die den Index am stärksten und schwächsten beeinflussten gegenüber der Befragung von 2010 weitestgehend dieselben. Bezüglich der Spiritualität ließ sich ein Rückgang der stark spirituellen Menschen feststellen, der Männer und Frauen gleichermaßen betraf und sich sowohl in ländlichen Gegenden als auch in Städten dokumentieren ließ.

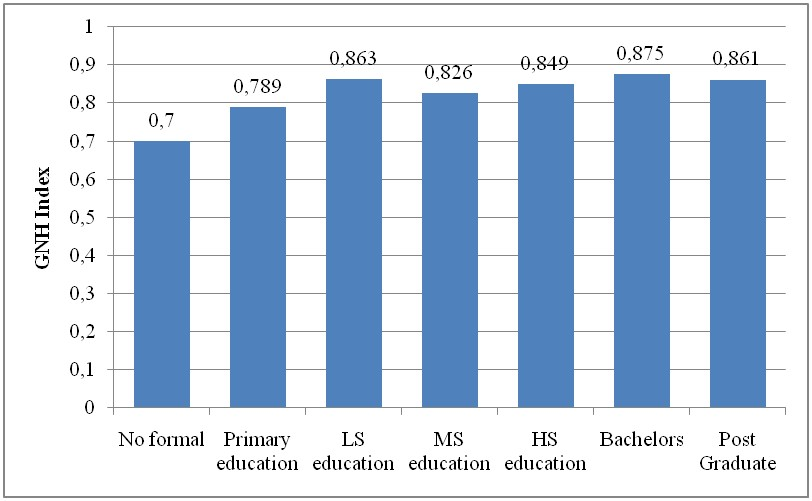
Education Level and GNH-Index 2015

Der Bruttonationalglück-Index in Abhängigkeit vom Pro-Kopf-Einkommen in Distrikten: Die Distrikte im Nordwesten des Landes zeigten weiterhin einen höheren Index als die südöstlichen Distrikte. Den höchsten Index erreichte Gasa im Nordwesten, den niedrigsten Trongsa in der Landesmitte. Untersuchungen, inwiefern der Index mit dem Einkommen der Bewohner korreliert, wurden im Rahmen dieser Umfrage nicht durchgeführt.
Der Bruttonationalglück-Index in Abhängigkeit von der Region: Bei der Befragung 2015 erlangten Bewohner in der Stadt einen Index von 0,756, entsprechend 55 % glücklichen Menschen. Im Gegensatz dazu waren auf dem Land nur 39 % der Menschen glücklich und erhielten somit einen Index von 0,731. Der Unterschied in der Zufriedenheit hat sich folglich gegenüber der Befragung von 2010 weiterhin vergrößert.
Der Bruttonationalglück-Index in Abhängigkeit vom Geschlecht: Der Unterschied des Indexes zwischen Männern und Frauen verringerte sich im Vergleich zu der Studie von 2010. Mit einem Index von 0,793 und 51 % glücklichen Menschen erreichten Männer weiterhin einen höheren Wert als Frauen mit einem Index von 0,730 und 39 % glücklichen Personen. Dieser Unterschied war besonders ausgeprägt in den Domänen Bildung und gute Regierungsführung, während in den Bereichen Gesundheit und Ökologie nur ein geringer Unterschied bestand.
Der Bruttonationalglück-Index in Abhängigkeit vom Beruf: Zwischen Menschen verschiedener Arbeitsgruppen bestand weiterhin ein starker Unterschied in der Zufriedenheit. Der Anteil glücklicher Landwirte erhöhte sich leicht auf 33 %. Als glücklichste Berufsgruppe galten 2015 die Administratoren der Distrikte (GYT/DYT members) mit 72 % glücklichen Menschen.
Der Bruttonationalglück-Index in Abhängigkeit von der Bildung: Im Vergleich zu 2010 konnte ein leichter Anstieg des Indexes für Menschen ohne formelle Schulbildung festgestellt werden. Wie das Diagramm 'Educational Level and GNH-Index 2015' zeigt, war jedoch weiterhin deutlich, dass die Zufriedenheit der Bewohner mit steigender Bildung zunahm.

## Veränderungen im Land
Seit einigen Jahren sind in Bhutan Veränderungen zu verzeichnen, die das Leben der Bhutaner positiv beeinflussen. Ob sich diese tatsächlich aufgrund der Arbeit am Bruttonationalglück ergeben haben, ist nicht bewiesen. Jedoch spiegeln die Änderungen die vier Säulen wider.
Im Bereich Schutz der Umwelt fanden schon im Jahre 1974 Veränderungen statt. Zu dieser Zeit wurde festgelegt, dass die bewaldete Fläche des Landes nicht unter 60 % fallen darf. Dieser Grundsatz wurde auch in der neuen Verfassung Bhutans niedergeschrieben. Derzeit sind über 70 % des Landes bewaldet. Des Weiteren zählen 26 % des Landes zu Nationalparks und es herrschen strenge Regeln für die Forstwirtschaft. Zudem besitzt Bhutan das Ziel, bis 2020 komplett auf die Bioproduktion umzustellen, um so die Umwelt zu schützen. Ein weiterer Erfolg war die Einführung des „Fußgängertages“, bei dem an einem Tag im Monat die Autos zu Hause stehen bleiben müssen.
Im Jahr 2001 wurde eine neue Verfassung erarbeitet, welche 2008 in Kraft trat und das Land zu einer demokratisch konstitutionellen Monarchie machte. Die Nationalversammlung bekam ein Misstrauensvotum gegen das Staatsoberhaupt. Seit 2011 existiert  auch eine Anti-Corruption Commission of Bhutan.
Weitere wichtige Umbrüche sind die Verbesserung der Gesundheits- und Bildungssituation des Landes. Beide Faktoren zählen zu den Domänen des BNG und werden von den Bhutanern in den Umfragen als wichtig empfunden. Es wurden neue Krankenhäuser erbaut und in medizinische Forschung investiert. Die Lebenserwartung der Bhutaner stieg an. Durch den Neubau von Schulen und einen kostenlosen Zugang zur Bildung strebt die Regierung Verbesserungen in der Bildungspolitik an. Innerhalb von zehn Jahren stieg die Alphabetisierungsrate von 2005 bis 2015 um 12,05 % auf 63,9 % an und soll weiterhin wachsen.

## Vergleichbare Indikatoren
Einen ähnlichen Weg gingen Ecuador und Bolivien mit der Verankerung des indigenen Prinzips des Sumak kawsay („gutes Leben“, spanisch „buen vivir“) in der ecuadorianischen Verfassung von 2008 und der bolivianischen Verfassung von 2009.
In einem vom New Economic Foundation’s Centre for Well-Being in London erstellten Happy Planet Index, der Lebenserwartung und Zufriedenheit der Bevölkerung in Relation zum ökologischen Fußabdruck (Ressourcenverbrauch) setzt, belegt Costa Rica 2012 den ersten Platz, gefolgt von Vietnam. Die Vereinigten Staaten stehen in dieser Liste auf Platz 105, noch hinter einigen Entwicklungsländern. Der Index wurde von Robert Stavins, einem Wirtschaftswissenschaftler der Harvard University, kritisiert, weil er lediglich die ideologische Voreingenommenheit seiner Autoren widerspiegele.
In Deutschland nahm im Januar 2011 die Enquete-Kommission Wachstum, Wohlstand, Lebensqualität des Bundestages die Arbeit auf, welche nach einer möglichen neuen Messzahl für Wohlstand und Fortschritt jenseits der des bisher alles beherrschenden Maßstabs Bruttosozialprodukt suchen soll, und welche hierbei auch auf die bisher nicht bzw. ungenügend berücksichtigten Kosten z. B. des Naturverbrauchs oder des Artensterbens acht geben soll. Die Kommission setzt sich aus siebzehn Abgeordneten aller Fraktionen sowie siebzehn Fachleuten zusammen. Ein Ergebnis der Kommission sind die W3-Indikatoren: Sie beinhalten neben wirtschaftlichen Faktoren auch Indikatoren über Soziales und Teilhabe sowie zur Ökologie.
Seit 2011 bemisst zudem der World Happiness Report der UNO, welcher von Bhutan mit initiiert wurde, die Lebenszufriedenheit der meisten Völker der Erde.
Die OECD hat einen Wellbeing-Indikator aufgebaut.

## Kritik am BNG
Das Bruttonationalglück wird in einigen Aspekten mit dem dazugehörigen Index kritisiert. So wurde unter anderem auf die Unterdrückung der Bürger oder Korruption als schwerwiegende Probleme des Landes hingewiesen.
Ein Nachteil des BNG ist die mangelnde Vergleichbarkeit auf internationaler Ebene. Der Index wird nur in Bhutan ermittelt, was zur Folge hat, dass kein direkter Vergleich mit anderen Ländern möglich ist.
Des Weiteren steht auch die Gewichtung der einzelnen Indikatoren in der Kritik. Das Center for Bhutan Studies ist sowohl für die Erstellung des Fragebogens als auch für die Erhebung des Indexes verantwortlich.
Die Befragung verläuft nach dem Zufallsprinzip und ist freiwillig, damit aber nicht immer repräsentativ.
Fraglich ist auch, ob die Personen der Befragung den wirklichen Zustand des eigenen Glücks beschreiben oder die Antworten davon beeinflusst werden, dass die Bhutaner sich durch die Erhebung von der Regierung als wahrgenommen fühlen und somit der Hawthorne-Effekt eintritt.
Ein weiterer Aspekt ist die Abweichung von Theorie und Praxis. Es bleibt fraglich, ob tatsächlich auf die Ergebnisse, die sich aus den Umfragen ergeben, eingegangen wird. Denn es ist nicht deutlich zu erkennen, dass die positiven Veränderungen des Landes wirklich auf das Bruttonationalglück zurückzuführen sind, da viele der Veränderungen schon vor der ersten Befragung realisiert wurden.